# ارنفرید والتر فن چیرنهاوس
ارنفرید والتر فن چیرنهاوس (آلمانی: Ehrenfried Walther von Tschirnhaus؛ ۱۰ آوریل ۱۶۵۱ – ۱۱ اکتبر ۱۷۰۸) یک ریاضی‌دان و مخترع اهل آلمان بود.

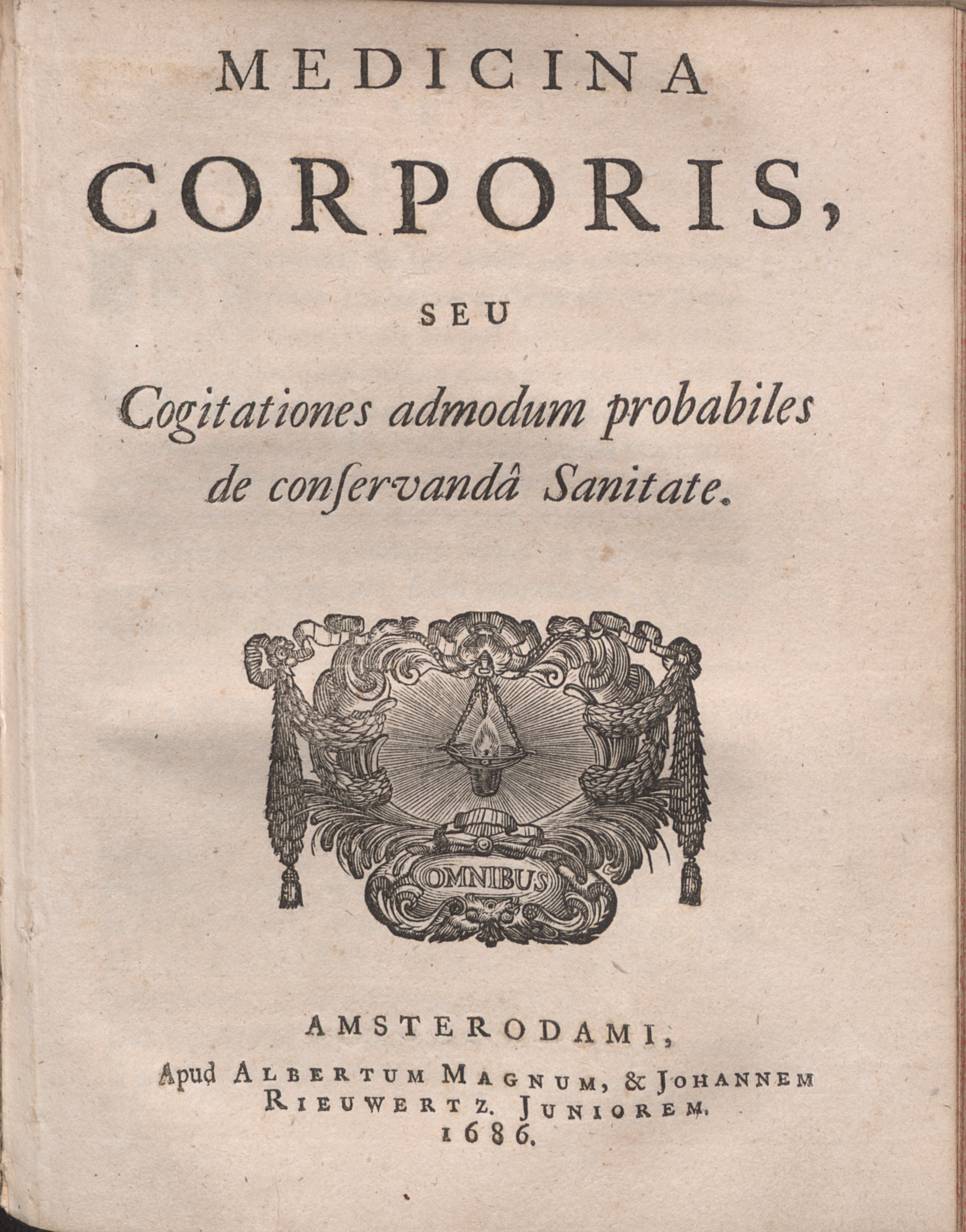
Medicina corporis, 1686

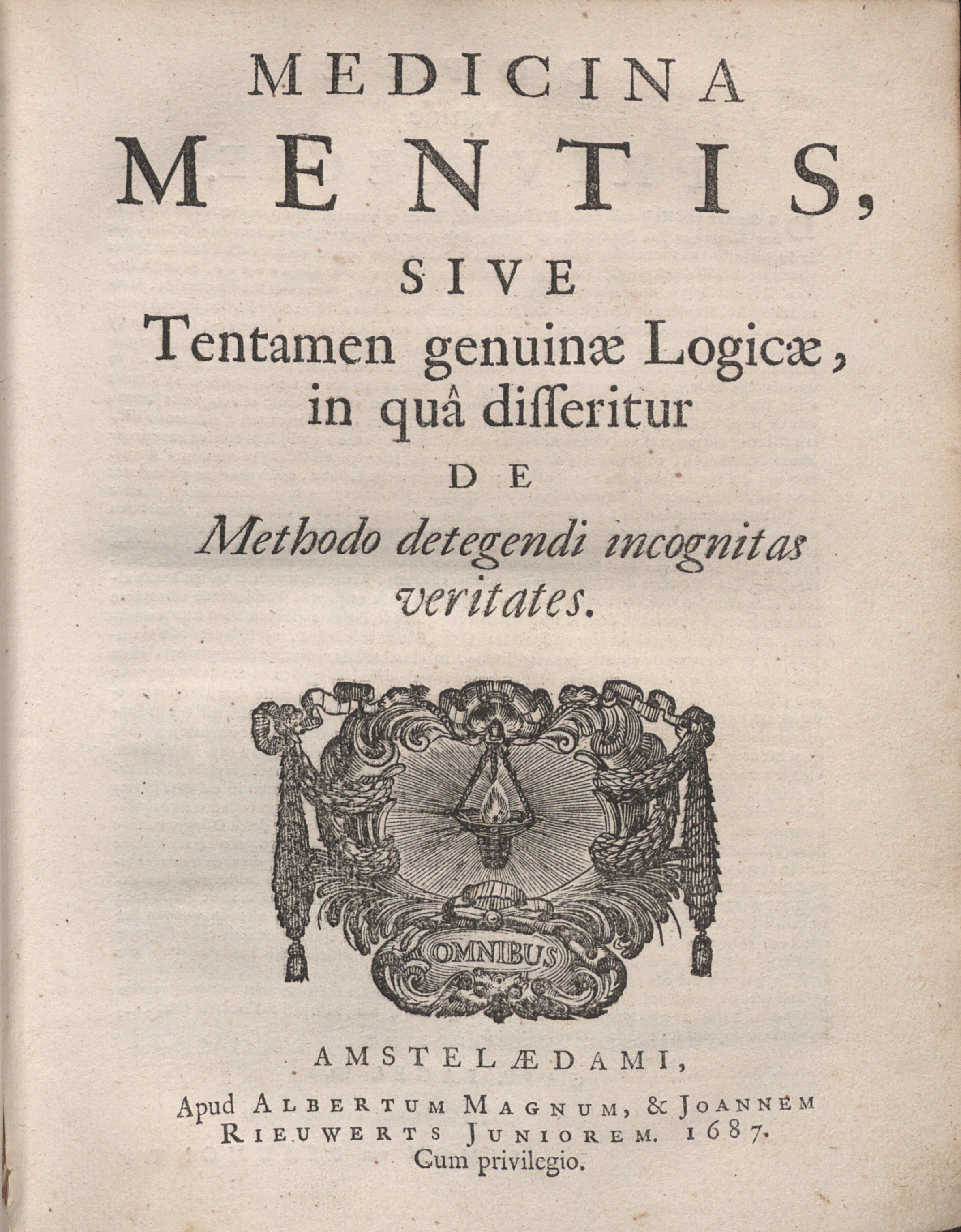
Medicina mentis, 1687

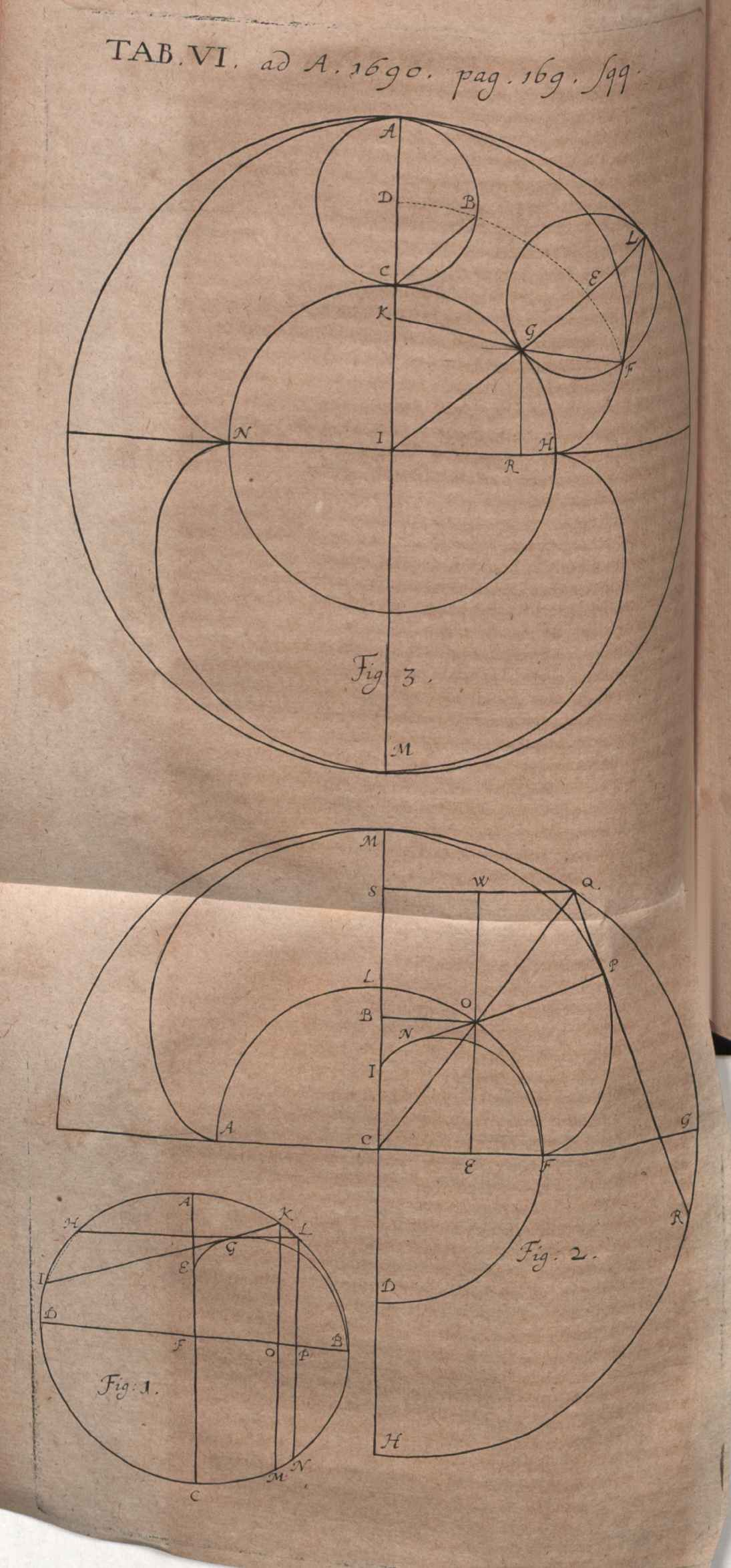
Acta Eruditorum, 1690